# Jane Thomas
Jane Thomas (24 maart 1966) is een voormalig tennisspeelster uit de Verenigde Staten van Amerika.
Zij speelde in 1983 haar eerste wedstrijden op prof-niveau op het kwalificatietoernooi van het Virginia Slims van Pittsburg. In 1987 won zij het $10.000 ITF-toernooi van Fayetteville, waar zij (onder meer) in de kwartfinale de Nederlandse Ingelise Driehuis versloeg.
In 1990 versloeg ze de (destijds nog) Nederlandse Noëlle van Lottum in de eerste kwalificatieronde van de Virgnia Slims of Oklahoma, in haar eerste prof-partij. Zij had toen al driemaal als All-American op de UCLA gespeeld, en was in 1987 Pac-10-winnares.

## Resultaten grandslamtoernooien
| Legenda | Legenda                          |
| ------- | -------------------------------- |
| g.t.    | geen toernooi gehouden           |
| l.c.    | lagere categorie                 |
| –       | niet deelgenomen                 |
| G       | uitgeschakeld in de groepsfase   |
| 1R      | uitgeschakeld in de eerste ronde |
| 2R      | uitgeschakeld in de tweede ronde |
| 3R      | uitgeschakeld in de derde ronde  |
| 4R      | uitgeschakeld in de vierde ronde |
| KF      | uitgeschakeld in de kwartfinale  |
| HF      | uitgeschakeld in de halve finale |
| F       | de finale verloren               |
| W       | het toernooi gewonnen            |
| w-v     | winst/verlies-balans             |

### Vrouwendubbelspel
| toernooi        | 1988 | 1989 | 1990 |
| --------------- | ---- | ---- | ---- |
| Australian Open | 1R   | 1R   | –    |
| Roland Garros   | 1R   | 1R   | 1R   |
| Wimbledon       | –    | 1R   | –    |
| US Open         | –    | 1R   | –    |

### Gemengd dubbelspel
| toernooi        | 1989 | 1990 |
| --------------- | ---- | ---- |
| Australian Open | –    | –    |
| Roland Garros   | –    | –    |
| Wimbledon       | 1R   | 1R   |
| US Open         | –    | –    |

## Palmares

### Gewonnen ITF-toernooien enkelspel
| nr. | finale     | toernooi     | dotatie | ondergrond | tegenstandster in finale | score    |
| --- | ---------- | ------------ | ------- | ---------- | ------------------------ | -------- |
| 1.  | 1987-07-19 | Fayetteville | $10.000 | hardcourt  | Lisa Green               | 6-2, 6-0 |